# Martin Valihora
Martin Valihora (Bratislava, 4 mei 1976) is een Slowaakse jazzdrummer en percussionist.

## Biografie
Valihora leerde als tienjarige piano, maar hij stapte over op de drums, waarin hij privéles kreeg van Oldo Petráš. Van 1990 tot 1992 studeerde hij slagwerk aan het conservatorium van zijn geboortestad, bij Marián Zajaček. Valihora was actief in talrijke Slowaakse pop-, rock- en jazzbands, zoals bij IMT Smile, Collegium Musicum, Midi, Prúdy, Fermáta en Kvatret Gaba Jonáša.
Hij studeerde met een beurs aan Berklee College of Music in Boston. Vanaf 2004 werkte hij met de pianiste Hiromi Uehara, waarmee hij drie albums opnam. Sinds 2013 is hij lid van het trio Depart. Daarnaast heeft hij een eigen trio, waarin aanvankelijk István Oláh (keyboards) en Juraj Griglák (bas) speelden, later werden dat Vardan Ovsepian en Daniele Camarda, Valihora is te horen op albums met Tony Grey, David Stein, IMT Smile en Fermáta.

## Discografie (selectie)
- Dan Brantigan Quartet Becoming (Silent Medicine 2004)
- Oskar Rózsa Trio The Universal Cure (Hevhetia 2007)
- Depart Refire (Intakt 2014)